# Primorsko

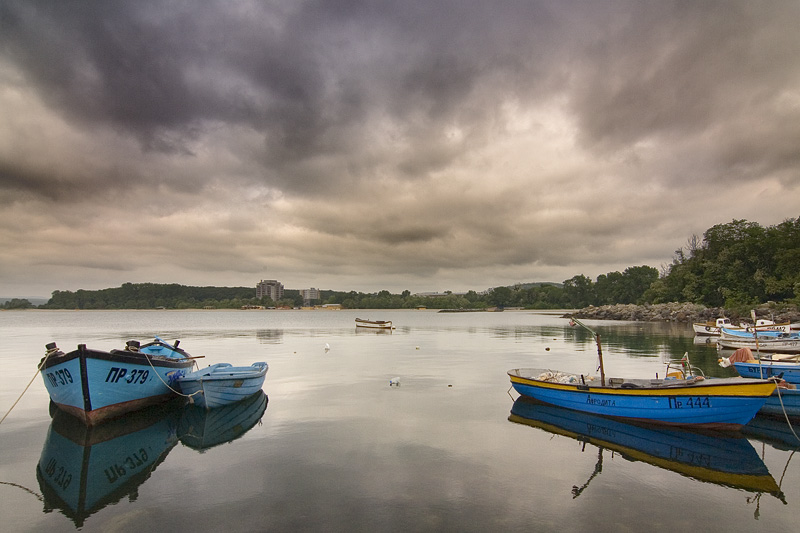
Båtar i Primorsko, maj 2007

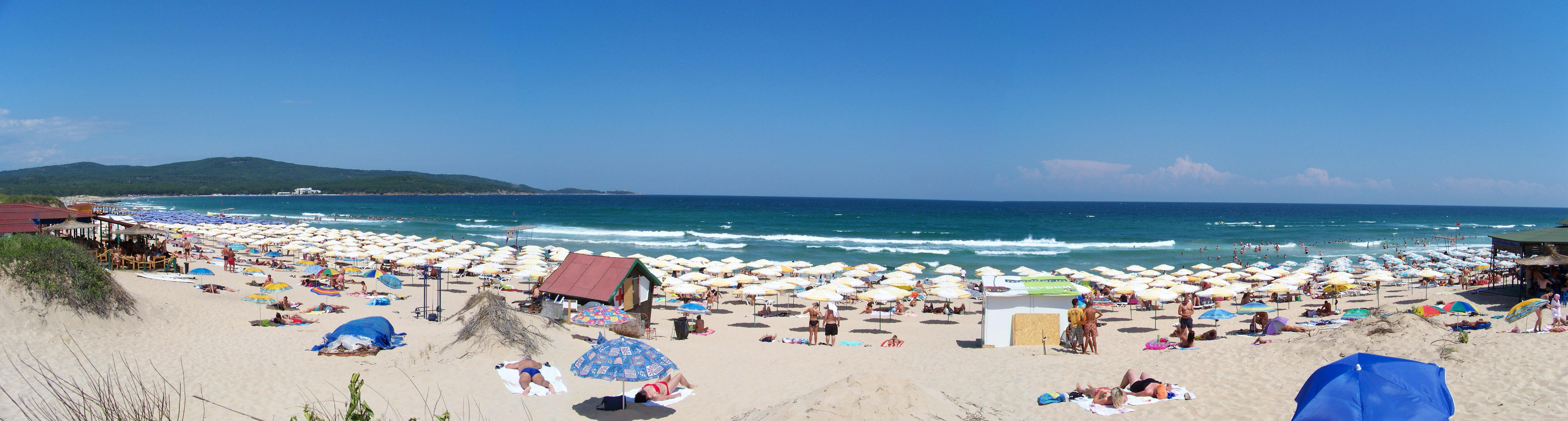
Badstrand i Primorsko. Augusti 2009.

Primorsko (bulgariska Приморско) är en mindre stad på en skogig udde vid Svarta havet i södra Bulgarien. Staden är en populär turistort med vidsträckta, långgrunda badstränder på uddens bägge sidor.